# Petite-Terre

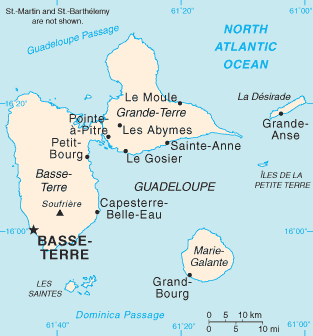
A ilhas Petite-Terre aparecem a cerca de 10 km ao sudeste da ilha de Grande-Terre.

Petite-Terre é um grupo de ilhas que pertencem ao departamento ultramarino francês de Guadalupe, localizado no mar do Caribe. Seu nome em francês é Îles de la Petite-Terre literalmente significa "Ilhas da Terra Pequena", consistem em duas pequenas ilhas Terre-de-Bas (ou "Terra Baixa") e Terre-de-Haut (ou "Terra Alta") localizadas a cerca de 10 km a sudeste da ilha de Grande-Terre, e ao sul de La Désirade. Foram chamadas assim em contraste com o nome que recebeu a ilha muito maior em tamanho e vizinha Grande-Terre.

## Administração
Administrativamente, as Ilhas Petite-Terre são dependentes da comuna (município) de La Désirade. As duas ilhas têm 842 hectares (2081 acres) com o mar em torno delas foram declaradas reserva natural, a Reserva Natural Nacional de Îles de la Petite-Terre.